# Жилино (Калининградская область)
Жи́лино  (нем. Schillen) — посёлок в Неманском районе Калининградской области. Административный центр Жилинского сельского поселения.

## География
Находится в 15 км от Немана и в 29 км от Советска. Железнодорожная станция Жилино-Новое на линии Черняховск — Советск.

## История
Первое упоминание относится к 1580 году.
Поселение входило в состав Пруссии. Первоначально называлось Жиллен (Szillen), с конца XVIII века в документах стали писать Шиллен (Schillen). Первая церковь в появилась в 1629 году, а в 1701 году была построена Евангелическая кирха, она была покрашена снаружи белой краской и стояла на холме. Её можно было видеть и слышать колокольный звон из всех окрестных деревень.
23 мая 1697 года «Великое посольство», выехавшее из Тильзита (ныне — Советск) в сторону Инстербурга (Черняховска) достигло селения Жиллен и заночевало в нём. В 1865 году в Шиллене был построен железнодорожный вокзал на линии Инстербург — Тильзит. В 1924 году перед кирхой был установлен памятник воинам павшим в Первую мировую войну. В 1939 в Шиллене насчитывалось 1942 жителя. В городе было 2 мельницы, 2 молокозавода, 2 кузницы, 3 хлебопекарни, 4 гостиницы.
Во время Второй мировой войны 19-20 января 1945 года Шиллен был взят частями 39-й армии при поддержке 1-го танкового корпуса.
По итогам Второй мировой войны вошёл в состав СССР. До 1946 года носил название Шиллен. Переименован в посёлок Жилино (редкий для области случай простой адаптации старого топонима). В 2008 году после административной реформы стал центром одноимённого сельского поселения.

## Население
| 1910 | 1939  | 2002  | 2010 |
| ---- | ----- | ----- | ---- |
| 1059 | ↗1946 | ↘1012 | ↘931 |

## Экономика
- Сельхозпредприятие ООО «Вяз-Агро». Имеется молочный комплекс, в котором содержится более тысячи голов коров.

### Транспорт
Посёлок связан автомобильной дорогой с Неманом.

### Социальная сфера
В посёлке находится средняя школа. Имеется небольшая частная гостиница «Хауз Жиллин — Haus Schillen».

## Достопримечательности

Центральная площадь в Шиллен
(почтовая открытка 1905 года)

Объекты культурного наследия местного (муниципального) значения:
- Руины кирхи (1701 года). В 1818 году кирха пострадала от урагана, был повреждён неф, в 1819—1827 годах шло её восстановление, был возведён новый купол[2]. Во время Второй мировой войны не пострадала. В послевоенное время использовалась как хлебный амбар. Купол обвалился в 1965 году[2]. В 1983 году здание пострадало от пожара, крыша обрушилась[2].

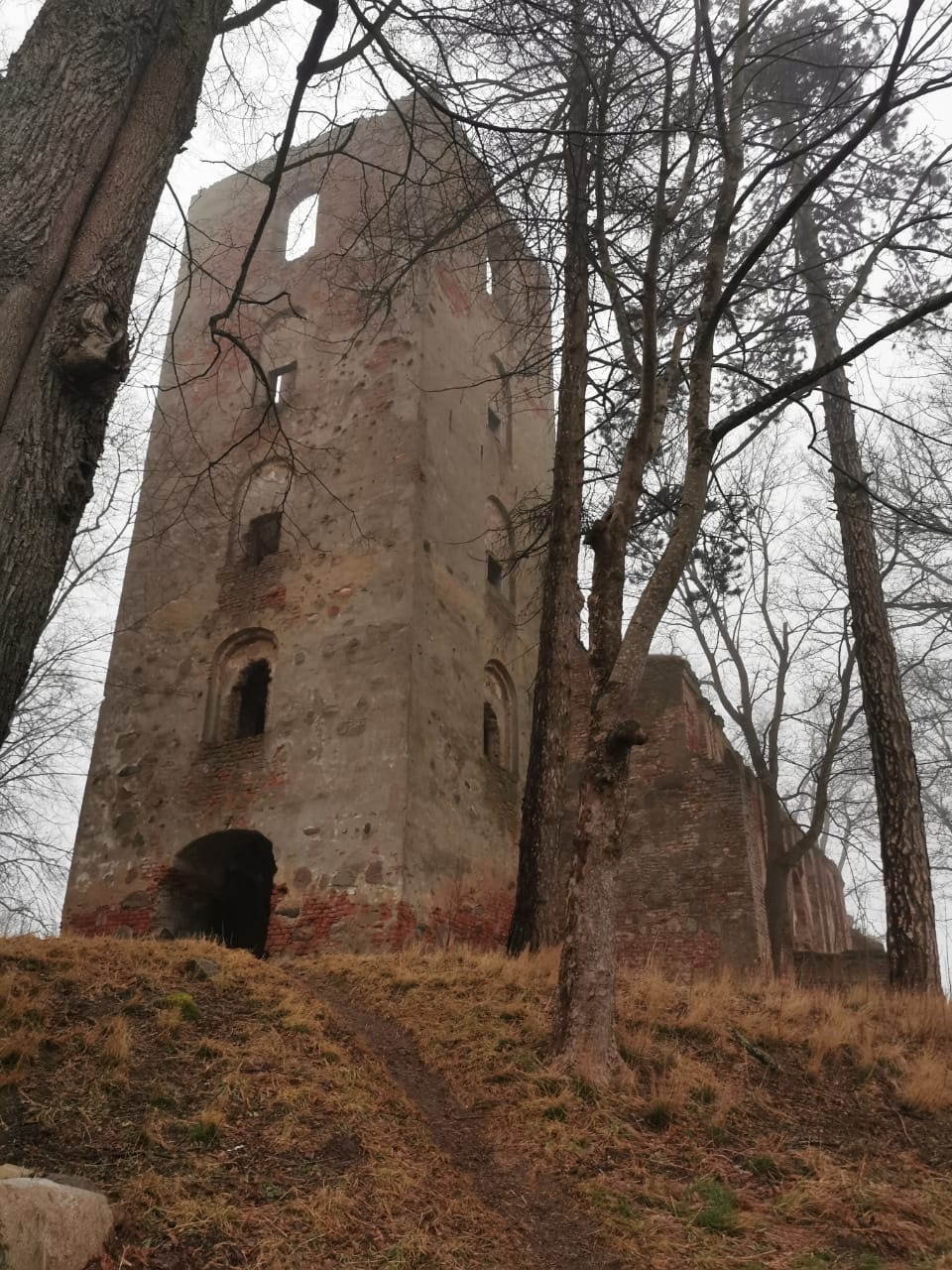
2025 год
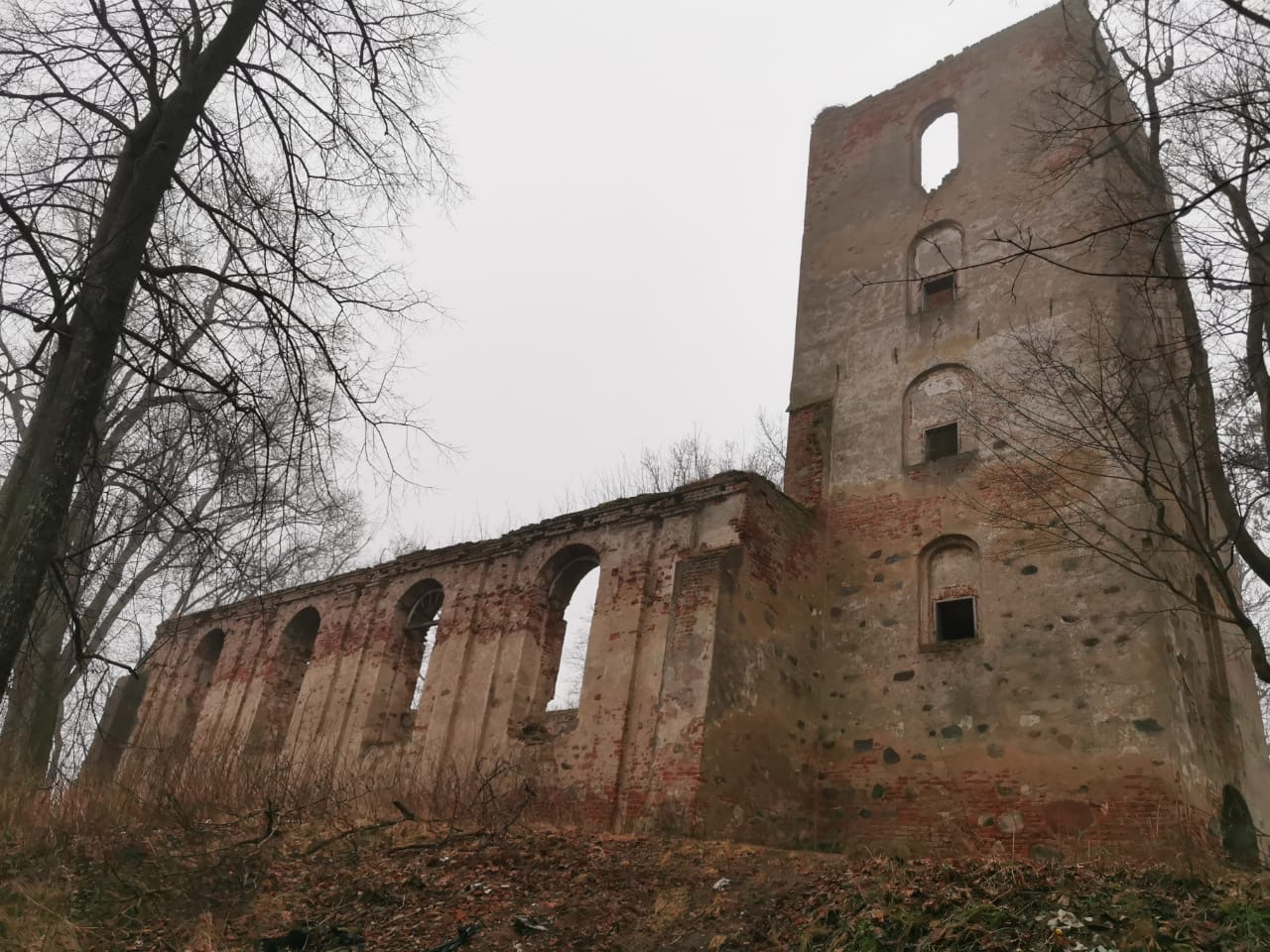
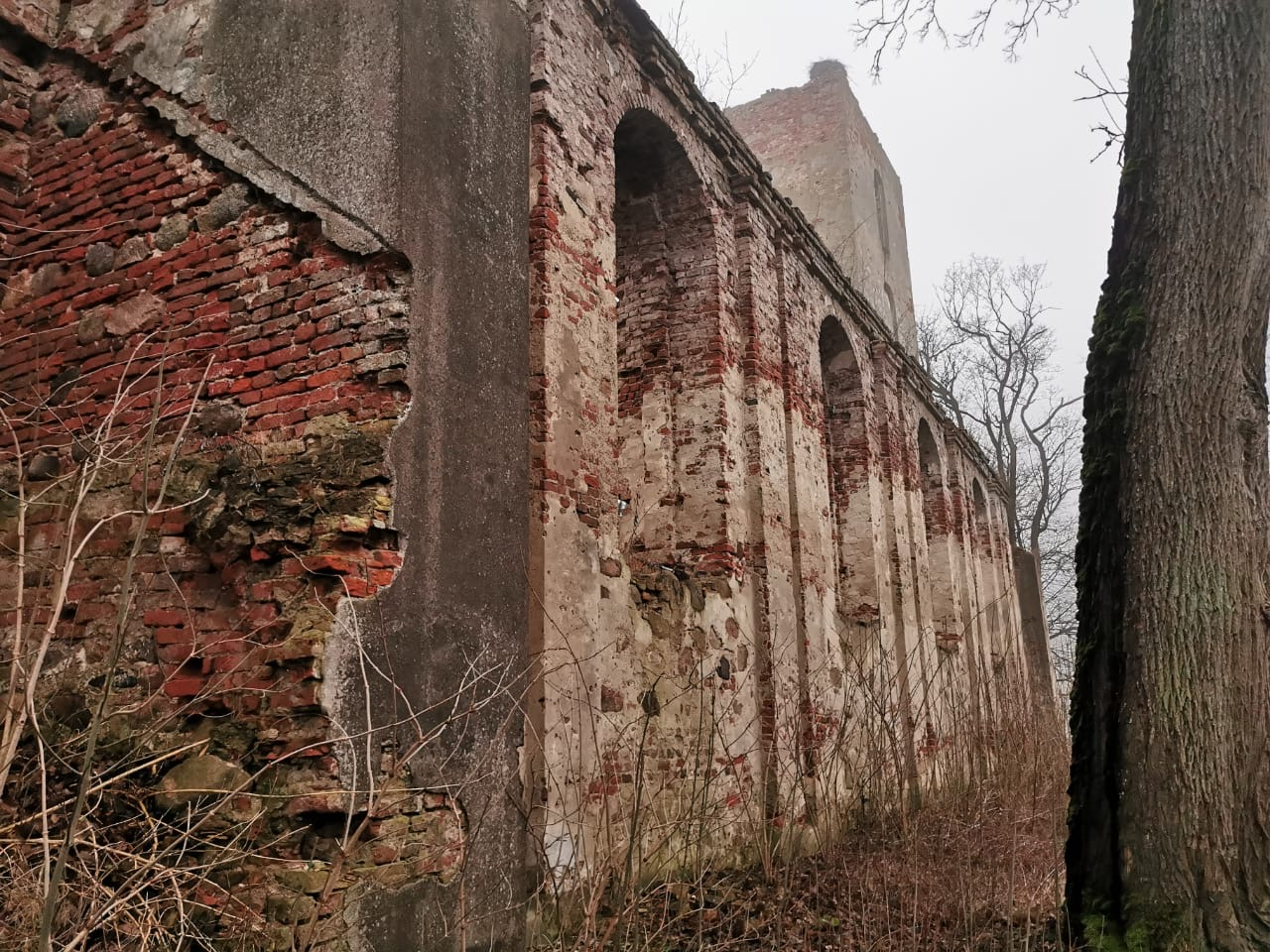
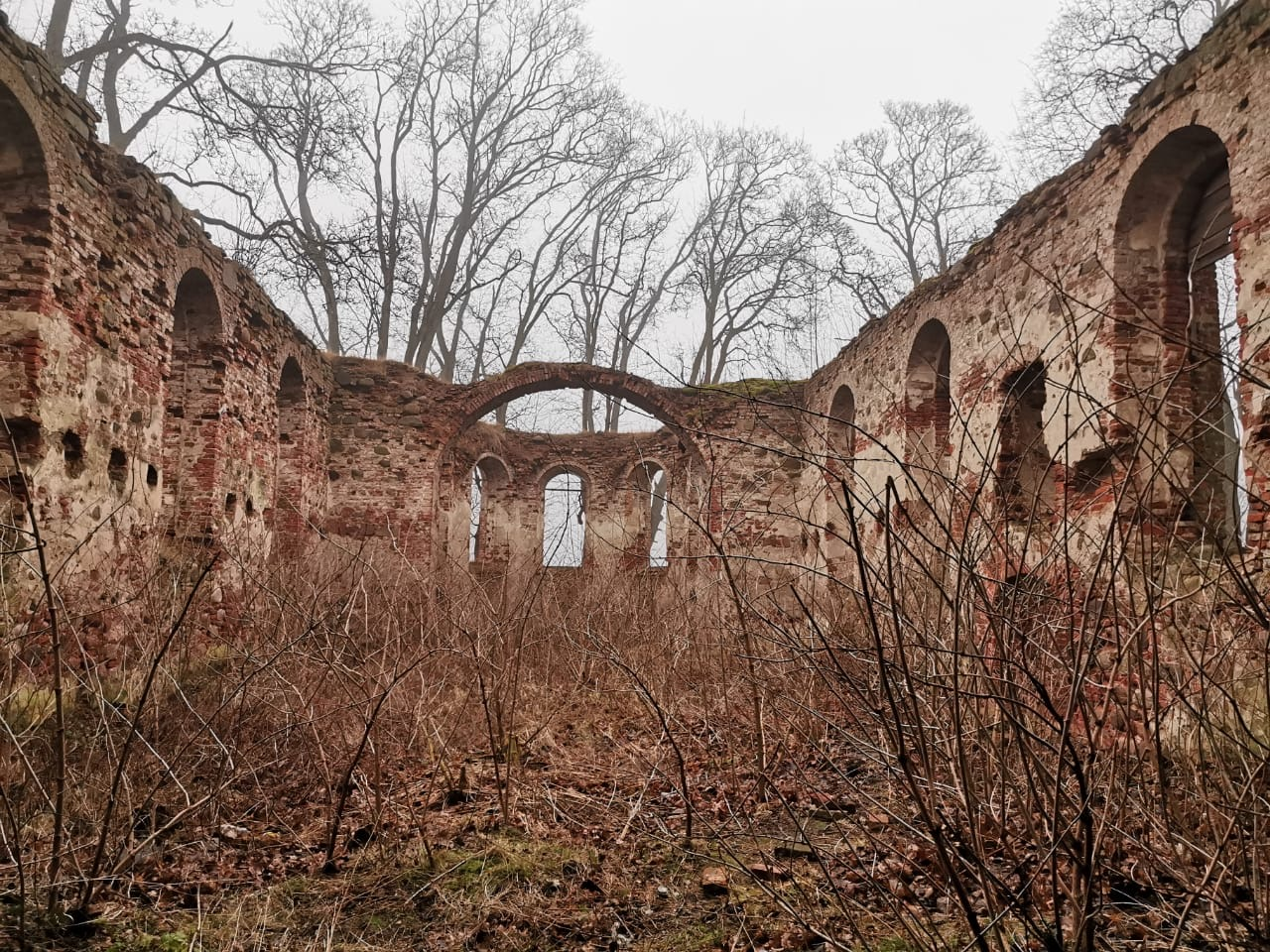
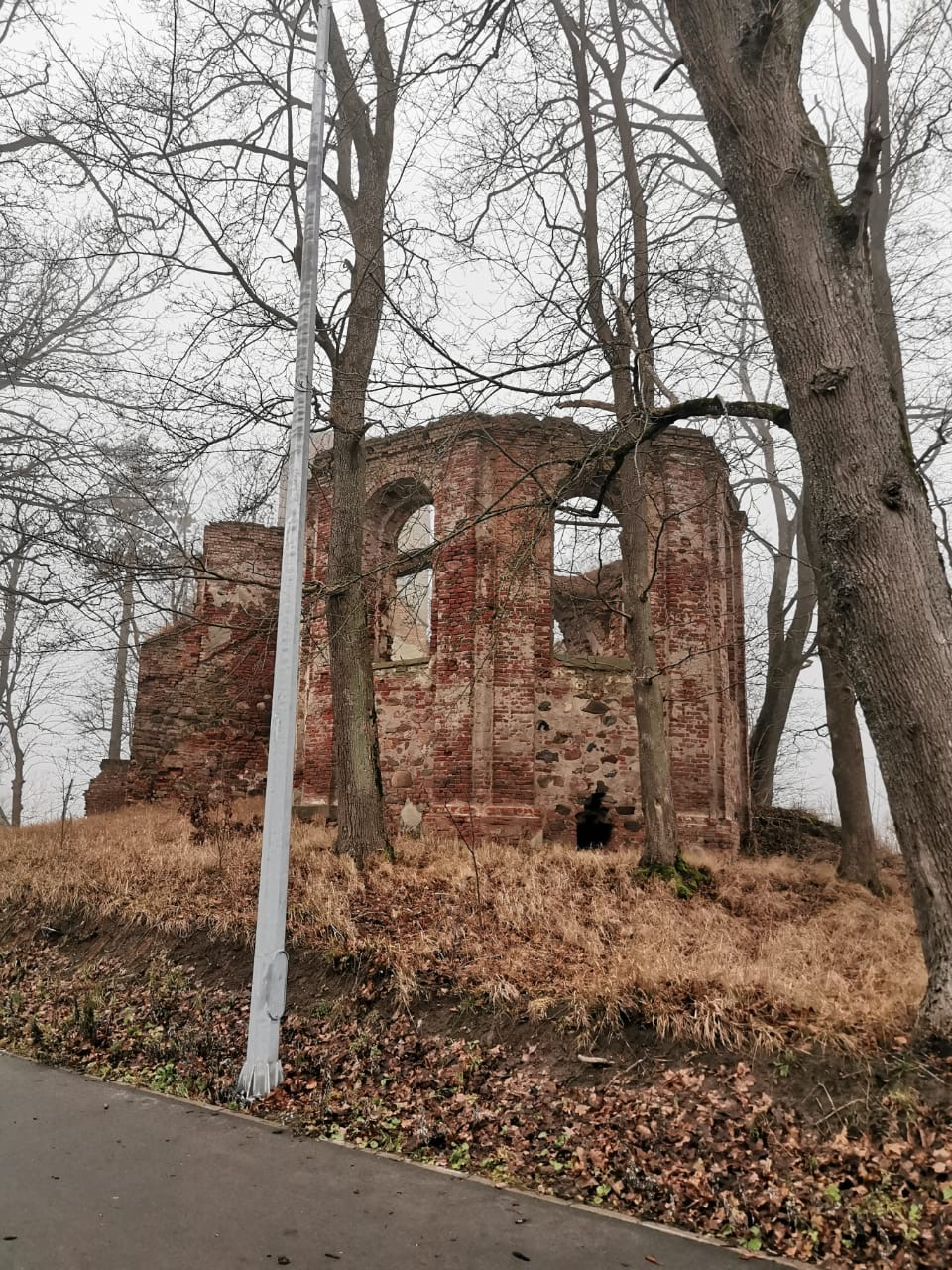

- Памятник погибшим в годы Первой мировой войны 1914—1918 гг. (1924 г., около кирхи)
- Братская могила советских воинов, погибших в январе 1945 года. Памятник установлен в 1948 году, в 1977—1978 годах произведены ремонтно-реставрационные работы.

В 2008 году в Жилино был построен искусственный водоём и на его основе создана зона отдыха.